# Xã Exeter, Michigan
Xã Exeter (tiếng Anh: Exeter Township) là một xã thuộc quận Monroe, tiểu bang Michigan, Hoa Kỳ. Năm 2010, dân số của xã này là 3.968 người.